# Schaaldak

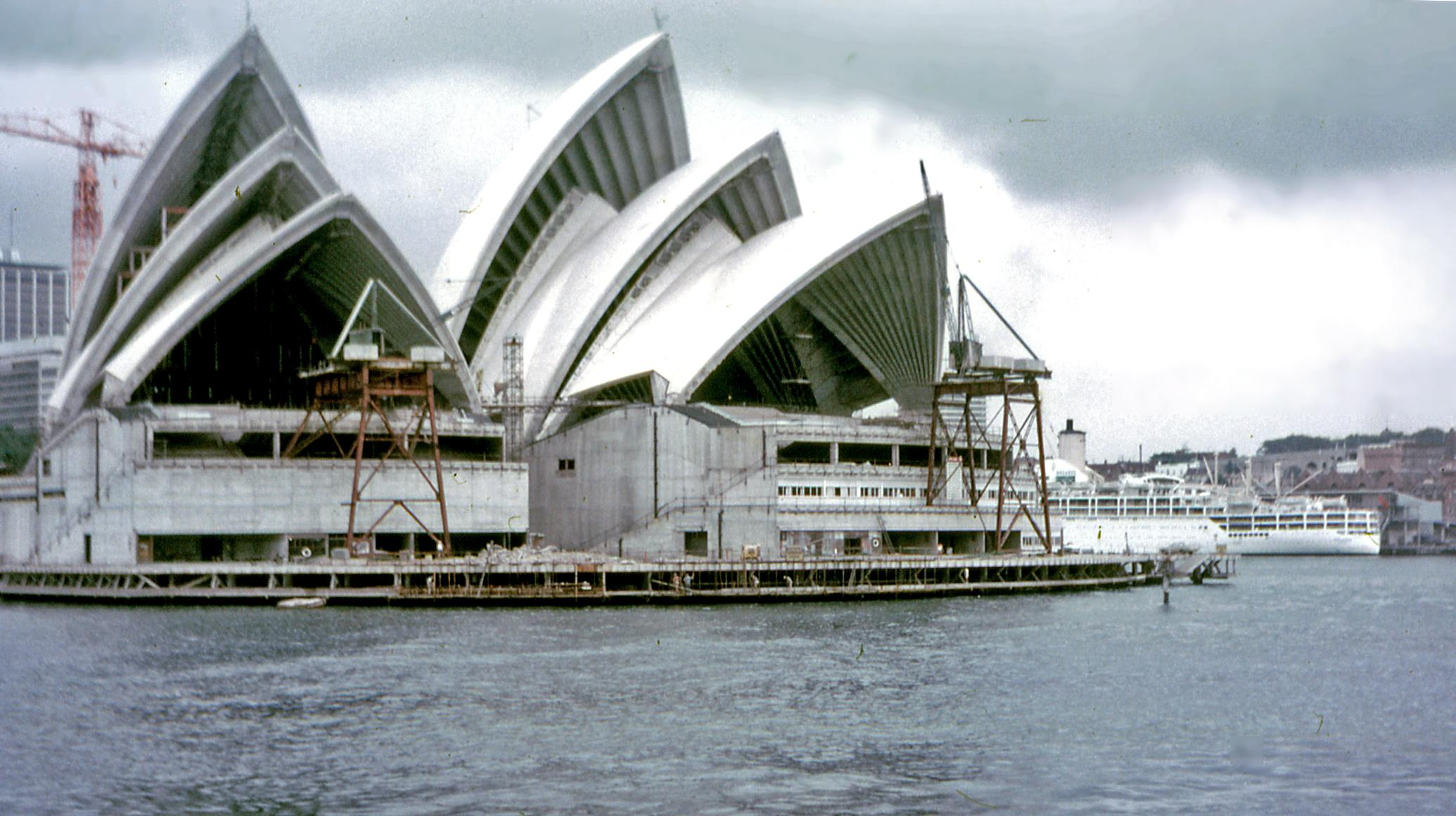
Het operagebouw te Sydney in aanbouw in 1968

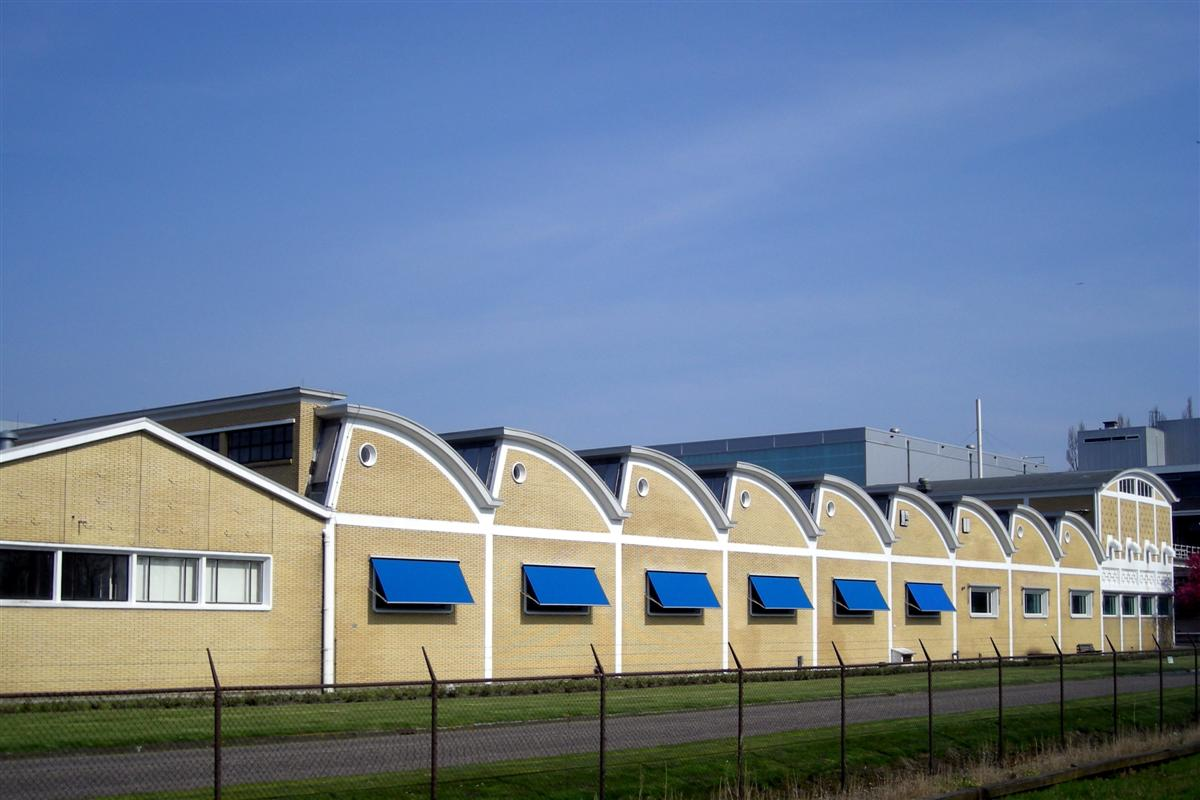
Tonnemafabriek te Sneek uit 1955

Een schaaldak is een dak met een gekromd oppervlak, waarmee grote ruimtes kunnen worden overkapt.
Schaaldaken kunnen zowel worden uitgevoerd in hout als in gewapend beton. In het laatste geval kunnen grotere overspanningen worden bereikt.
Schaaldaken vinden hun toepassingen bij grote hallen zoals hangars, fabriekshallen, jaarbeurs-, tentoonstellings- en evenementenhallen, en ook bij kerken. Vaak worden ook diverse gebogen elementen samengevoegd, waardoor speelse vormen ontstaan.
Voorbeelden van schaaldaken zijn: het Evoluon te Eindhoven (1966), het Sydney Opera House (1968) en het gerechtsgebouw van Antwerpen (2006). Omstreeks 1960 werden betonnen schaaldaken ook veel toegepast in fabrieksgebouwen.
Schaaldaken worden vaak toegepast in modernistische architectuur.